# Loudetiopsis chrysothrix
Loudetiopsis chrysothrix is een plantensoort uit de grassenfamilie (Poaceae). Het is een vaste plant met rechtopstaande halmen. 
De soort komt voor van tropisch West-Afrika tot in Tsjaad. Hij groeit daar in droge gebieden.

## Synoniemen
- Diandrostachya chrysothrix (Nees) Jacq.-Fél.
- Diandrostachya fulva (C.E.Hubb.) Jacq.-Fél.
- Loudetiopsis fulva (C.E.Hubb.) Conert
- Tristachya chrysothrix Nees
- Tristachya fulva C.E.Hubb.